# Cicindela parowana
Cicindela parowana är en skalbaggsart som beskrevs av Henry Frederick Wickham 1905. Cicindela parowana ingår i släktet Cicindela och familjen jordlöpare.

## Underarter
Arten delas in i följande underarter:
- C. p. parowana
- C. p. platti
- C. p. remittens
- C. p. wallisi